# Rajon Romny
Der Rajon Romny (ukrainisch Роменський район Romenskyj rajon; russisch Роменский район Romenski rajon) ist ein ukrainischer Rajon mit etwa 100.000 Einwohnern. Er liegt in der Oblast Sumy und hat eine Fläche von 3883 km², der Verwaltungssitz befindet sich in der namensgebenden Stadt Romny.

## Geographie
Der Rajon liegt im Südwesten der Oblast Sumy und grenzt im Norden an den Rajon Konotop, im Osten an den Rajon Sumy, im Süden an den Rajon Myrhorod (in der Oblast Poltawa gelegen) sowie im Westen an den Rajon Pryluky (in der Oblast Tschernihiw gelegen).

## Geschichte
Der Rajon wurde am 14. Juni 1930 gegründet. Am 17. Juli 2020 kam es im Zuge einer großen Rajonsreform zur Auflösung des alten Rajons und einer Neugründung unter Vergrößerung des Rajonsgebietes um die Rajone Lypowa Dolyna und Nedryhajliw sowie der bis dahin unter Oblastverwaltung stehenden Stadt Romny.

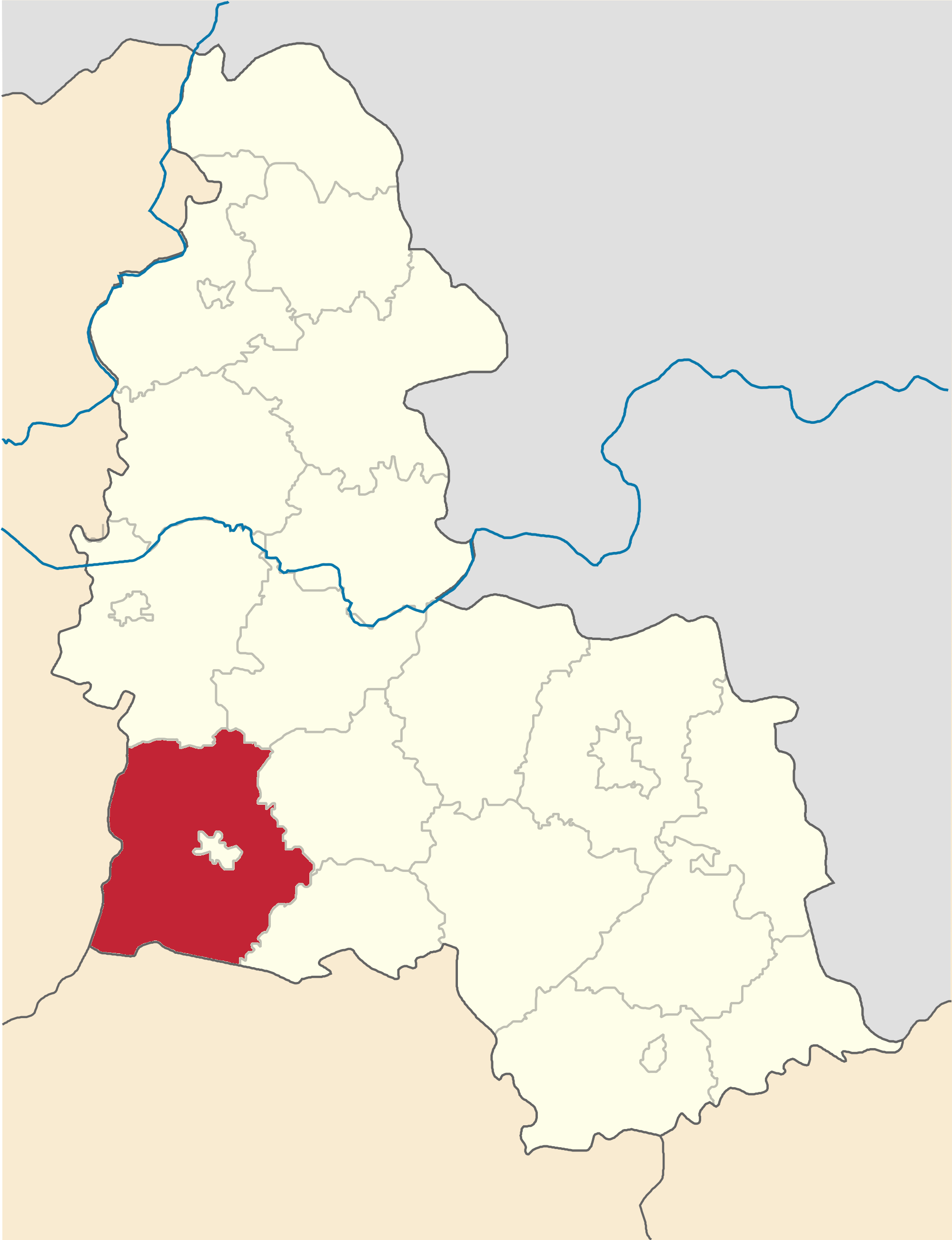
Rajon Romny bis Juli 2020
Rajonsgebiet ab Juli 2020

## Administrative Gliederung
Auf kommunaler Ebene ist der Rajon in 8 Hromadas (1 Stadtgemeinde, 2 Siedlungsgemeinden und 5 Landgemeinden) unterteilt, denen jeweils einzelne Ortschaften untergeordnet sind.
Zum Verwaltungsgebiet gehören:
- 1 Stadt
- 3 Siedlungen städtischen Typs
- 289 Dörfer
- 4 Ansiedlungen

Die Hromadas sind im Einzelnen:
- Stadtgemeinde Romny
- Siedlungsgemeinde Lypowa Dolyna
- Siedlungsgemeinde Nedryhajliw
- Landgemeinde Andrijaschiwka
- Landgemeinde Chmeliw
- Landgemeinde Korowynzi
- Landgemeinde Syniwka
- Landgemeinde Wilschana